# Felipe Reinaldo da Silva
Felipe Reinaldo da Silva (Ernestina, 17 aprile 1978) è un ex calciatore brasiliano, di ruolo attaccante.